# Cissy Patterson
Pour les articles homonymes, voir Patterson.
Eleanor Josephine Medill « Cissy » Patterson, comtesse Gizycki, née le 7 novembre 1881 à Chicago (Illinois) et morte le 24 juillet 1948 à Mount Airy (en) (Rosaryville, dans le Maryland), est une journaliste et rédactrice en chef américaine. Elle est l'une des premières femmes à diriger un grand quotidien du pays, le Washington Times-Herald (en).

## Biographie

### Origines
Née en 1881,,,,, Elinor Josephine Patterson est la fille de Robert (en) et Elinor « Nellie » (née Medill) Patterson. Elle change l'orthographe de son prénom en « Eleanor » à l'âge adulte, mais reste connue sous le surnom de « Cissy » que son frère lui a donné durant son enfance. Son grand-père, Joseph Medill, était maire de Chicago et possédait le Chicago Tribune, qui passa plus tard entre les mains de son cousin germain, le colonel Robert R. McCormick, petit-fils de Joseph Medill. Son frère aîné, Joseph Medill Patterson, est le fondateur du New York Daily News.

### Études et premier mariage
Elle étudie à la Miss Porter's School (en) de Farmington (Connecticut). Lorsque son oncle maternel Robert S. McCormick est nommé ambassadeur en Autriche-Hongrie, elle l'accompagne lui et sa femme Kate à Vienne. Là, elle rencontre le comte Josef Gizycki, dont elle tombe amoureuse. Cette relation n'est pas interrompue par son retour en Amérique. Elle vit à Washington, D.C., où elle est une figure de la société mondaine. Alice Roosevelt (fille du président Theodore Roosevelt), Marguerite Cassini (fille de l'ambassadeur de Russie) et Cissy Patterson sont surnommées les « Trois Grâces ». Le comte Gizycki arrive en Amérique et ils se marient à Washington le 14 avril 1904, malgré l'opposition de sa famille.
Une fille naît le 3 septembre 1905, Felicia Leonora (1905–1999). Cissy Patterson accompagne le comte chez lui, dans un immense manoir en Pologne. Leur vie de famille ne va pas bien. Ils se séparent puis renouent plusieurs fois mais finalement Cissy décide de la rupture, emmenant leur enfant avec elle. Elle la cache dans une maison près de Londres mais le comte la poursuit et kidnappe la petite fille, la plaçant dans un couvent autrichien. Cissy demande le divorce, qu'elle met treize ans à obtenir.
Dans les années 1920, la comtesse Gizycki visite fréquemment son ranch à Jackson Hole (Wyoming), où Donald Hough (en) relève son étonnante faculté à communiquer avec les chevaux. Son domaine, le Flat Creek Ranch (en), est désormais inscrit au Registre national des lieux historiques.

### Carrière professionnelle et vie sociale

Cissy Patterson en 1939.

Cissy Patterson s'installe à Lake Forest (Illinois), dans la banlieue de Chicago, puis revient à Washington en 1913. En 1920, son frère Joseph accepte que sa sœur écrive pour son journal, le New York Daily News, fondé l'année précédente. Elle travaille également pour William Randolph Hearst. Elle publie deux ouvrages, Glass Houses (1926) et Fall Flight (1928), des romans à clef qui s'inspirent de sa dispute avec son ancienne amie Alice Roosevelt. En 1925, elle se remarie avec Elmer Schlesinger, un avocat new-yorkais. Il meurt quatre ans plus tard et, en 1930, Mme Schlesinger change légalement son nom en Eleanor Medill Patterson.
Elle tente d'acheter les deux journaux de Hearst basés à Washington, The Washington Herald (en), publié le matin, et The Washington Times (en), le soir. Cependant, Hearst refuse par fierté, même si ces publications ne lui rapportent pas d'argent. À la demande de son rédacteur en chef Arthur Brisbane, Hearst accepte malgré tout de nommer Cissy Patterson rédactrice en chef de ces journaux. Son contrat commence le 1er août 1930. Désirant le meilleur dans tous les domaines (écriture, mise en page, typographie, images et bandes dessinées), elle encourage par ailleurs les reportages et les rubriques féminines, embauchant de nombreuses femmes comme reporters, dont Adela Rogers St. Johns et Martha Blair. En 1936, elle est invitée à rejoindre l'American Society of News Editors (en).
En avril 1931, Cissy Patterson achète Mount Airy (en), un manoir construit par le baron Charles Calvert dans les années 1600,. Situé sur un vaste terrain près de Rosaryville dans le Maryland, il avait été reconverti en restaurant vers 1910. Cissy Patterson restaure méticuleusement le manoir, améliore les écuries, crée une maison d'hôtes et construit une serre pour faire pousser des orchidées.
En 1937, les finances de Hearst connaissent une mauvaise passe et il accepte de louer ses deux journaux à Cissy Patterson, avec une option d'achat. Eugene Meyer, qui avait tenté de racheter The Washington Post en 1933 contre Hearst et Patterson, et essayé d'acquérir The Washington Herald, réussit finalement à s'emparer des deux journaux de Hearst en 1939, qu'il fusionne sous le nom de Times-Herald.
Comme son frère au New York Daily News et son cousin au Chicago Tribune, Cissy Patterson est une conservatrice inflexible. Elle est une ardente isolationniste et une opposante à l'administration de Franklin Delano Roosevelt. En 1942, après la bataille de Midway, le Times-Herald relaie un article du Chicago Tribune qui révèle que les services secrets américains connaissent le code naval japonais. Roosevelt, furieux, souhaite faire inculper les deux journaux pour espionnage mais renonce finalement. Elle et son frère sont par ailleurs accusés d'être des sympathisants nazis ; le représentant de Pennsylvanie Elmer J. Holland (en) affirme ainsi que les Patterson « se réjouiraient de la victoire d'Hitler ».

### Difficultés familiales et fin de vie

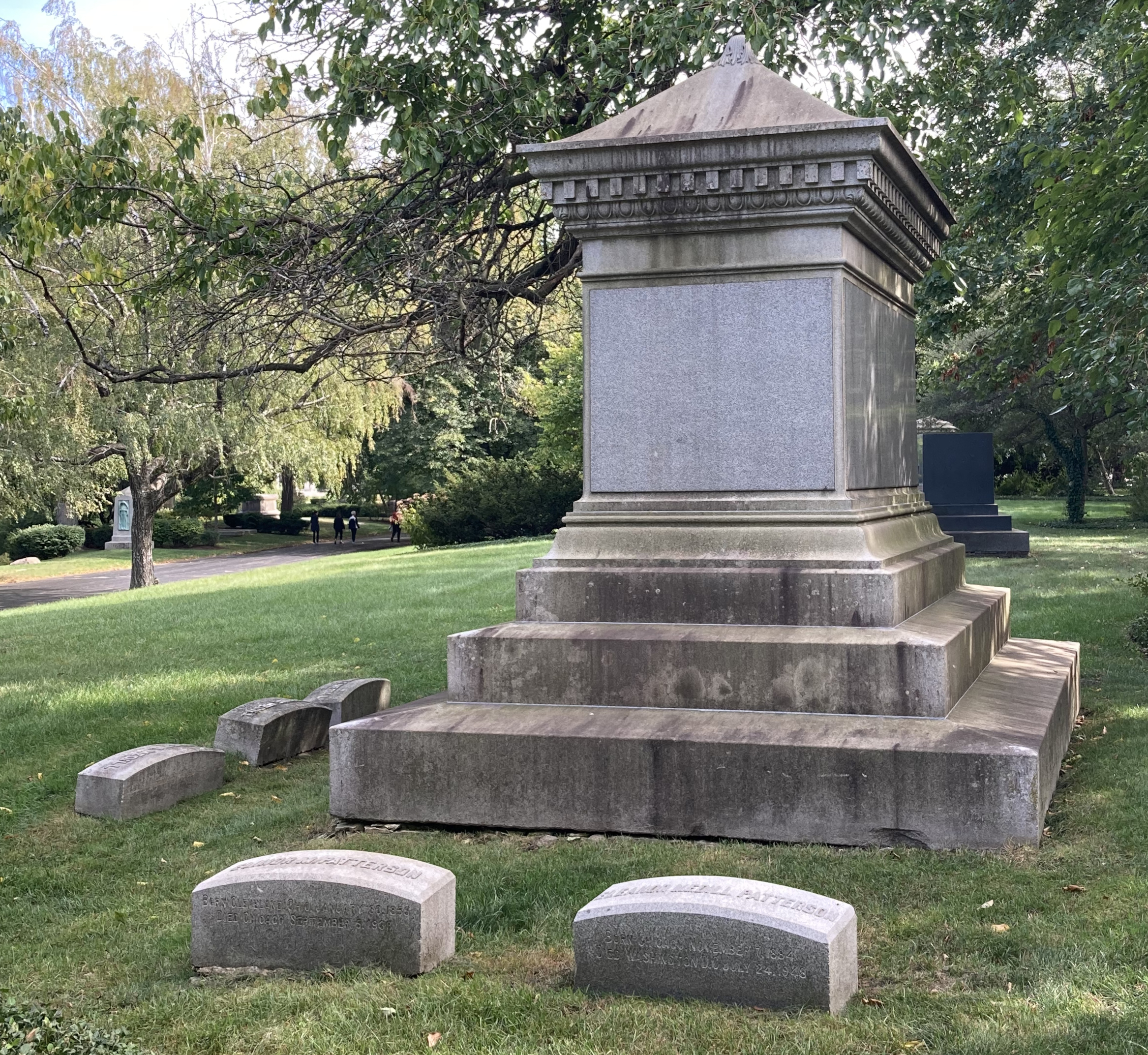
Sépulture au cimetière de Graceland à Chicago.

Cissy Patterson se querelle avec sa fille, qui la renie publiquement en 1945 aux côtés de son gendre, Drew Pearson (en) ; le couple a une fille, Ellen Cameron Pearson Arnold (1926-2010). Alcoolique pendant la majeure partie de sa vie d'adulte, Cissy Patterson meurt d'une crise cardiaque à l'âge de 66 ans à Mount Airy, en 1948. Elle est enterrée au cimetière de Graceland, à Chicago. La même année, son journal est vendu à son cousin, le colonel McCormick. Il le garde cinq ans et, n'arrivant pas à assurer sa rentabilité, il le vend à son rival The Washington Post, qui le supprime rapidement.